# Старый Караван
Старый Караван (укр. Старий Караван) — село на Украине, подчиняется Лиманской городской общине Краматорского района Донецкой области.

## История
С мая по сентябрь 2022 года было оккупировано российскими войсками, 5 сентября ВСУ освободили село.

## Местная власть
84400, Донецкая область, г. Лиман, ул. Независимости, 46